# Marie-Noëlle Lienemann
Marie-Noëlle Lienemann (ur. 12 lipca 1951 w Belfort) – francuska polityk, nauczycielka i samorządowiec, posłanka do Parlamentu Europejskiego kilku kadencji, senator.

## Życiorys
Absolwentka École normale supérieure de Cachan, kształciła się w zakresie chemii i fizyki, pracowała jako nauczycielka tych przedmiotów. Zaangażowana w działalność Partii Socjalistycznej, w 1974 weszła w skład zarządu krajowego tego ugrupowania.
Zajmowała szereg stanowisk w administracji terytorialnej, była zastępcą mera Massy (1976–1989), radą rady generalnej w Essonne (1978–1988), merem Athis-Mons (1989–2001) i następnie przez trzy lata pierwszym zastępcą burmistrza tej miejscowości. Od 2004 do 2010 była zastępcą prezydenta regionu Nord-Pas-de-Calais, odpowiadając za kształcenie zawodowe.
W okresie 1988–1992 z ramienia Partii Socjalistycznej zasiadała w Zgromadzeniu Narodowym. Była też ministrem delegowanym ds. mieszkalnictwa (1992–1993) oraz sekretarzem stanu odpowiedzialnym za tę dziedzinę (2001–2002).
W latach 1984–1988, 1997–2001 i 2004–2009 sprawowała mandat posłanki do Parlamentu Europejskiego. Zasiadała w grupie Partii Europejskich Socjalistów, pracowała m.in. w Komisji Ochrony Środowiska Naturalnego, Zdrowia Publicznego i Bezpieczeństwa Żywności. Od 1999 do 2001 była wiceprzewodniczącą PE V kadencji. W 2011 i 2017 była wybierana do francuskiego Senatu. W 2018 zrezygnowała z członkostwa w Partii Socjalistycznej.